# Arenaria alpamarcae
Arenaria alpamarcae là loài thực vật có hoa thuộc họ Cẩm chướng. Loài này được A.Gray mô tả khoa học đầu tiên năm 1854.